# Château d'Echizen-Fuchū
Ne doit pas être confondu avec Château d'Echizen-Ōno.
Le château d'Echizen-Fuchū (越前府中城, Echizen-Fuchū-jō) est un château de plaine situé à Echizen, dans la préfecture de Fukui, au Japon. Les ruines du château se trouvent sous la mairie d'Echizen.
Durant l'époque Sengoku, la province d'Echizen est contrôlée par le daimyo Asakura jusqu'à ce qu'Oda Nobunaga l'envahisse et la conquiert. Après quoi, trois châteaux sont construits à Echizen par les « trois Fuchū », Fuwa Mitsuharu, Sassa Narimasa et Maeda Toshiie. Le château de Fuchū, construit en 1575, est occupé par Maeda Toshiie.